# Ceratomyxa maenae
Ceratomyxa maenae is een microscopische parasiet uit de familie Ceratomyxidae. Ceratomyxa maenae werd in 1929 beschreven door Georgévitch. 